# Tonnant (Schiff, 1790)
Die Tonnant (französisch Le Tonnant ‚Die Donnernde‘) war ein nominell 80-Kanonen-Linienschiff (Zweidecker) und Typschiff der gleichnamigen Klasse der französischen Marine (1789–1798) und später britischen Marine (1798–1821).

## Geschichte

### Bau
Die spätere Tonnant wurde im September 1787 im Marinearsenal von Toulon auf Kiel gelegt. Der Stapellauf erfolgte am 24. Oktober 1789 und die Indienststellung im September 1790.

### Schlacht von Genua und Schlacht von Abukir
In der Schlacht von Genua  am 13. März 1795 nahm die Tonnant unter dem Kommando von Aristide Aubert Dupetit-Thouars teil. Ihr Widersacher war ein britisches Geschwader unter Vize-Admiral William Hotham. Ihnen unterstanden neben anderen Schiffen die HMS Agamemnon und die HMS Inconstant. Obwohl die Franzosen ihre Schiffe Ca Ira und Censeur verloren, musste Hotham den Rückzug antreten.
In der Seeschlacht bei Abukir konnte Horatio Nelson mit seinen britischen Schiffen 17 französische Schiffe unter François-Paul Brueys d’Aigalliers vernichten, vertreiben oder kapern. Neben der Tonnant unter dem Kapitän Dupetit-Thouars kämpften die französischen Schiffe Guerrier, Spartiate, L'Aquilon, Le Peuple Souverain, Le Franklin, L'Orient (Flaggschiff), L'Heureux, Le Timoléon, Le Mercure, Le Guillaume Tell, Le Généreux, La Sérieuse, L'Artermise, La Justice, Le Conquérant und La Diane für d'Aigalliers. Im Verlauf der Schlacht am 1. August 1798 wurde der Kommandant der Tonnant getötet. Nach der Schlacht ging die Tonnant in den Besitz der Royal Navy über.

### Schlacht von Trafalgar
Die Seeschlacht von Trafalgar wurde am 21. Oktober 1805 zwischen der britischen Flotte unter dem Oberbefehl Horatio Nelsons und Schiffsverbänden der Franzosen und Spanier am Kap Trafalgar ausgetragen. Den Briten diente das 104-Kanonenschiff Victory als Flaggschiff. Das weit überlegene Schiff Santísima Trinidad war das größte in der Flotte von Vizeadmiral Pierre Charles de Villeneuve. Die Tonnant war mit 26 weiteren Schiffen den Gegnern weit unterlegen. Die spanisch-französische Armada besaß auf 33 Schiffen 2.864 Kanonen. Doch trotz dieser Unterlegenheit konnten die Briten die Schlacht gewinnen, weil Nelson entgegen der üblichen Taktik die englischen Schiffe in zwei Reihen angreifen ließ. Die Tonnant fuhr in der rechten Reihe an vierter Stelle. Nelson wurde von einer Musketenkugel getroffen und verstarb. Die Spanier und Franzosen hatten am Ende etwa zehnmal soviele Tote zu beklagen wie die Briten.

### Schlacht von Baltimore
Die Schlacht von Baltimore, in der Streitkräfte der Vereinigten Staaten einen Angriff britischer Streitkräfte von Land und See auf die Hafenstadt Baltimore in Maryland zurückschlugen, war 1814 einer der Wendepunkte des Britisch-Amerikanischen Krieges. 
Der Angriff begann am 13. September, als die britische Flotte von neunzehn Schiffen begann, das Fort McHenry zu beschießen. Die Briten feuerten Congreve-Raketen von der Erebus und Mörsergranaten von der Terror, der Volcano, der Meteor, der Devastation und der Aetna. Da dies keine großen Schäden brachte, mussten sich die Briten zurückziehen.